# Megachile penetrata
Megachile penetrata är en biart som beskrevs av Smith 1879. Megachile penetrata ingår i släktet tapetserarbin, och familjen buksamlarbin. Inga underarter finns listade i Catalogue of Life.